# 瑟巴峰
瑟巴峰（英語：Serba Peak）是南極洲的山峰，位於奧次地，處於弗格森冰川北岸，屬於威爾遜山的一部分，海拔高度830米，美國地質調查局根據測量和美國海軍拍攝的空中照片繪入地圖，現時由南極條約體系管理。